# Félix Gras

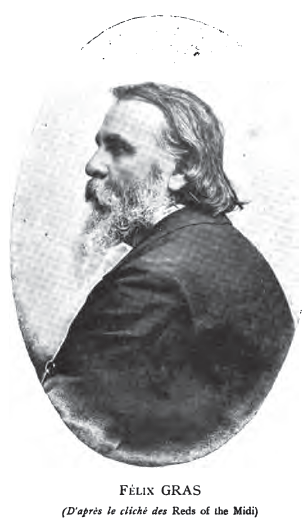
Félix Gras

Félix Gras (* 3. Mai 1844 in Malemort-du-Comtat; † 4. März 1901 in Avignon) war ein französischer Schriftsteller okzitanischer Sprache.

## Leben und Werk
Félix Gras entstammte einer wohlhabenden Landwirtsfamilie und wurde Notar. Durch die Heirat seiner Schwester mit Joseph Roumanille und seine Tätigkeit bei dem Bruder von Paul Giéra kam er mit dem Félibrige in Berührung und begeisterte sich für dessen Ziele. 1876 wurde er Majoral (Akademiemitglied, Sitz: Cigalo dou Ventour). Von 1891 bis zu seinem plötzlichen Tod 1901 (im Alter von 56 Jahren) war er nach Frédéric Mistral und Roumanille der dritte Capoulié (Präsident) des Félibrige.
Félix Gras trat zuerst mit zwei Versepen hervor, „Die Köhler“ (Li Carbounié), das am Mont Ventoux spielt, wo er aufwuchs, und „Toulouse“ (Toloza), das den Albigenserkreuzzug zum Thema hat. Nach Dichtung („Provenzalischer Romanzero“), Erzählungen im Stile Boccaccios („Die Papalinen“ = „Die Päpstlichen“) und einem Félibrige-Katechismus veröffentlichte er den 1000-seitigen Roman „Die Roten aus dem Süden“ (Li Rouge dóu Miejour) über die Französische Revolution. Das Werk (in drei Bänden: Die Revolution. Die Schreckensherrschaft. Der weiße Terror) blieb unvollendet. Der erste Band wurde sofort ins Englische und Schwedische übersetzt.
Die Büste von Félix Gras steht auf einer Säule im Park des Rocher des Doms in Avignon. Seine Statue befindet sich seit 2016 im Dichterpark (Parc des Poètes) von Eyragues. In Avignon und anderen Orten sind Straßen nach ihm benannt.

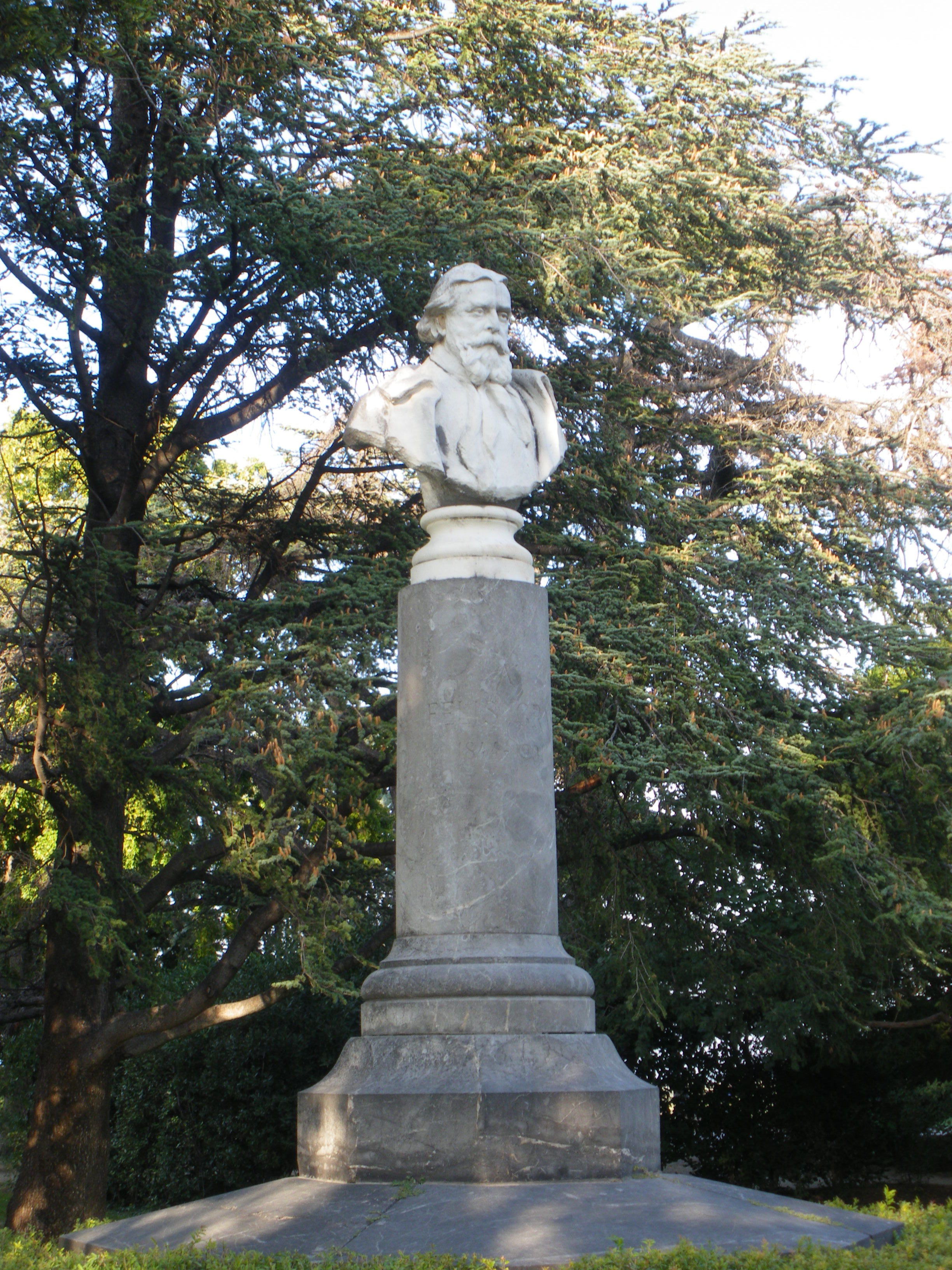
Félix Gras (Büste auf dem Rocher des Doms)

## Werke (Auswahl)
- Li Carbounié, époupèio en XII cant. Traduction française en regard. J. Roumanille, Avignon 1876. CPM-Petit, Raphèle-Les-Arles 1978. (zweisprachig)
- Toloza. Geste provençale, avec la traduction française littérale. G. Fischbacher, Paris 1881. CPM-Petit, Raphèle-Les-Arles 1982.
- Lou romancero prouvençau. Le romancero provençal. J. Roumanille, Avignon, und Savine, Paris 1887. CPM-Petit, Raphèle-Les-Arles 1983.
- Li Papalino. Les Papalines, nouvelles provençales, avec la traduction française. J. Roumanille, Avignon 1891.
- Catechisme dóu bon felibre. Avignon 1892.
- Li rouge dou miejour. Rouman istouri emé la traducioun franceso. Les rouges du midi. Roman historique avec la traduction française. Witwe J. Roumanille, Avignon 1896. Montpellier 1951. CPM-Petit, Raphèle-Les-Arles 1977. 3 Bde. CPM-Petit, Raphèle-Les-Arles 1989 (Einleitung von Charles Rostaing). Li roges dau Miegjorn. Éditions des Régionalismes, Cressé 2016.
  - Les Rouges du midi. J. Rouff, Paris 1898–1899.
- L'Ereitage de l'ouncle Bagnou, coumèdi en tres ate. J. Roumanille, Avignon 1911.